# Lorenzo Hierrezuelo
Lorenzo Hierrezuelo la O (El Caney, Oriente, Cuba, 5 de septiembre de 1907-La Habana, 16 de noviembre de 1993) fue un músico de la trova tradicional cubana. Fue cantante, guitarrista y compositor.

## Comienzos
Como dato curioso su cara reflejaba rasgos típicos de ascendencia indígena, fue lo que se podría decir un indo-mulato, ya que una de sus abuelas era descendiente de indios siboney. Hijo y nieto de soneros, creció dentro de ese ambiente musical y bailable. 
A los diez años ya cantaba en Santiago de Cuba y a los trece, formó un trío con el que más tarde fue a La Habana. Allí actuó en cafés y fiestas privadas.

## Dúos célebres
Lorenzo pasó la mayor parte de su vida artística trabajando en dúos con tres importantes trovadores cubanos. 
En 1937 Lorenzo conoció a María Teresa Vera con la que hizo dúo por un tiempo. Más tarde, con Compay Segundo (Francisco Repilado), formó el legendario  dúo Los Compadres y más tarde Segundo fue sustituido por Reinaldo Hierrezuelo, hermano de Lorenzo, conocido como Rey Caney. 
Lorenzo también tuvo una hermana, Caridad Hierrezuelo, quien fuera cantante de guarachas. Lorenzo y Reinaldo permanecieron toda su vida en Cuba, convirtiéndose este último en miembro de la Vieja Trova Santiaguera.

## Legado
Los Compadres se convirtieron en un fenómeno de popularidad y realizaron numerosas presentaciones en Latinoamérica en los años 40 y 50. 
Lorenzo es el compositor de una gran cantidad de sones, boleros y guarachas, como Barbarita tiene novio, Cantando mi son yo me muero, Caña quema, Culpable no soy, El hule de Tomasita, Ese palo tiene jutía, Mal tiempo, Mi son oriental, Rita la caimana y la popular Sarandonga.